# Панова фрула
Панова фрула или сиринга је антички инструмент који се састоји од пет или више међусобно повезаних цевчица. Цевчице су поређане поступно по величини и ширини. Припада групи аерофоних инструмената . Сматра се првим усним оргуљама и претечом данашњих оргуља и хармоника. Најчешће се израђује од бамбуса или трске, али се могу користити и дрво, пластика или метал.

## Митологија
Назив је добила по Пану, грчком богу шума, ловаца и пастира. Када се Пан заљубио у нимфу Сирингу, и када га је она угледала, у страху је одлучила да се баци у мочвару где се претворила у трску. Пан је од трске направио фрулу коју је по њој назвао сиринга.

## Структура
Цевчице панове фруле су отворене на горњем крају, а затворене на доњем. Дувањем у њих, преламањем ваздушног стуба у цеви инструмента, добијају се тонови. Подешавање висине тонова  постиже се додавањем каменчића или зрна кукуруза у цевчицу. Такође, рупице цевчица са доње стране затварају се чеповима од плуте или гуме.

## Свирање
Тонови се производе услед кретања ваздуха у цевчицама. Панова фрула ради на принципу Хелмхолтзове резонанције. Цевчица ће резонирати одређеном фреквенцијом која зависи од дужине цевчице, њеном унутрашњем промеру и притиску те брзини струје ваздуха преко отвореног руба. Формула за израчунавање дужине цевчице панове фруле је TD=(S/F)/4. Где је TD теоретска дужина цевчице, S је брзина звука и F жељена фреквенција у херцима.
Панова фрула се свира хоризонталним дувањем преко отвореног краја спојених цевчица. Свака цевчица је подешена на одређени тон. Техником јачег дувања ваздуха и скупљањем усана производе се полутонови. Инструментом је могуће одсвирати сваку скалу у свим кључевима. Постоје две вибрато технике. Ручни вибрато ради се нежним вибрирањем руке у зглобу на дужем крају фруле. Вибрато дувањем постиже се радом дијафрагме.

## Врсте
Постоје две врсте панове фруле традиционална и закривљена. Обе врсте су популарне у народној музици земаља Јужне Америке у подручју Анда. Популарности европске закривљене панове фруле допринео је румунски музичар Георгхе Замфир. На Тајланду и Лаосу постоји цилиндрична верзија панове фруле и назива се вот.